# Rettungsmedaille (DDR)

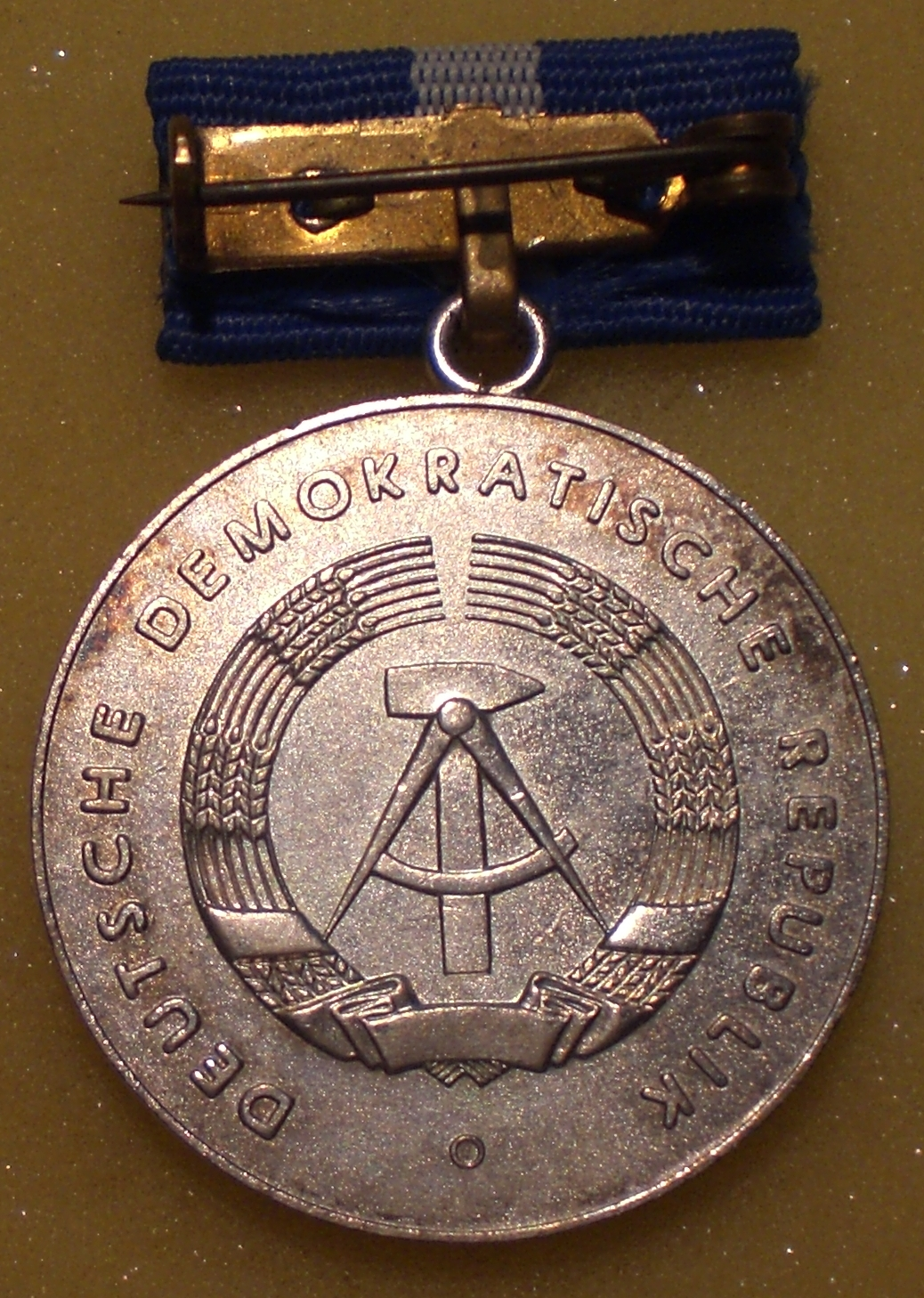
Revers der 2. Form

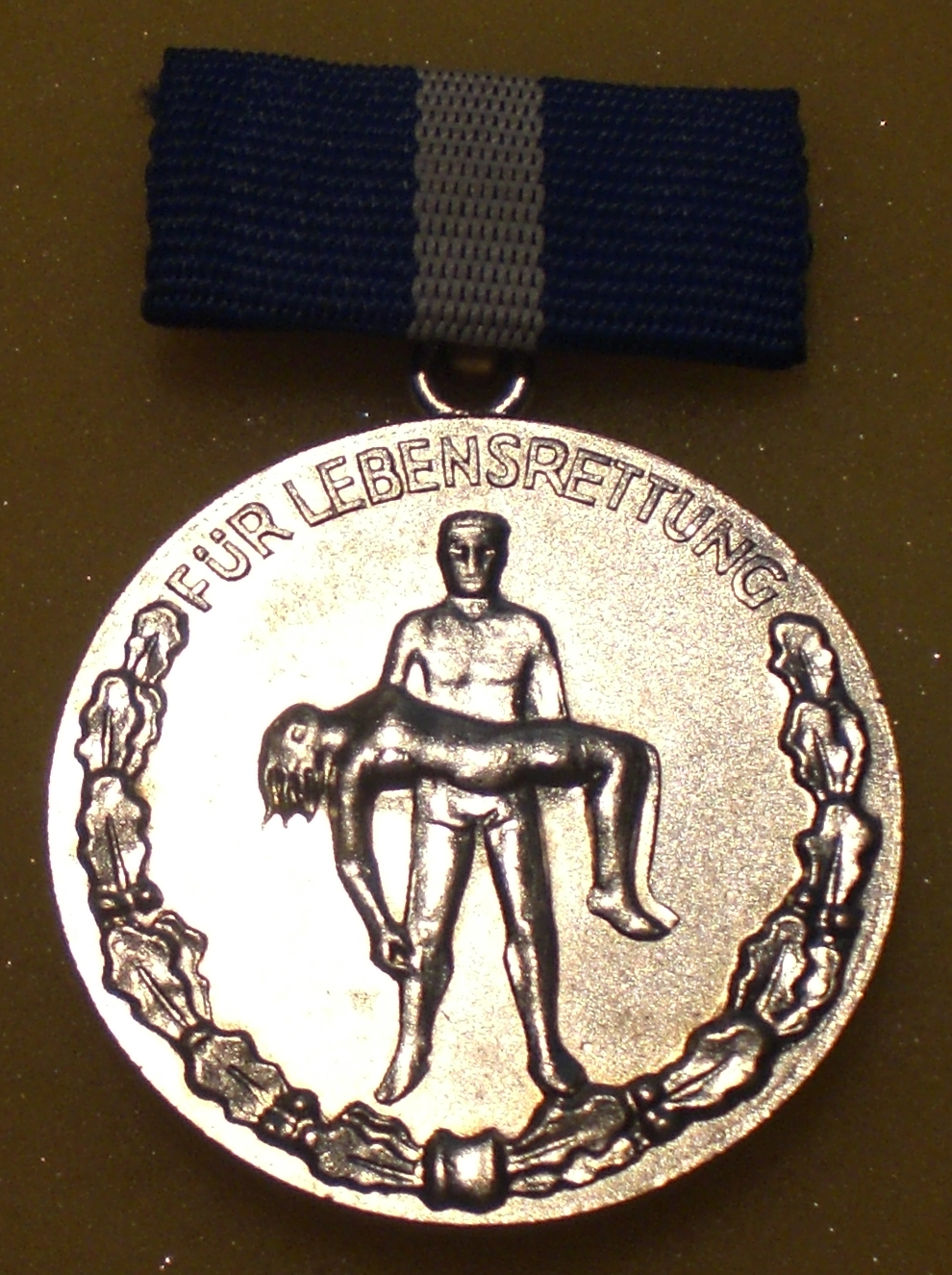
Avers der 2. Form

Die Rettungsmedaille war eine staatliche Auszeichnung  der Deutschen Demokratischen Republik (DDR), welche in Form einer tragbaren Medaille verliehen wurde.

## Geschichte
Die Medaille wurde am 28. Mai 1954 in einer Stufe vom Ministerrat der DDR gestiftet. Die Verleihungsvoraussetzungen waren zeit des Bestehens der Medaille mehr oder weniger ständigen Veränderungen ausgesetzt. Wichtigster Punkt blieb aber, dass die Medaille für die Errettung von Menschen aus Lebensgefahr verliehen wird, wenn die zugrundeliegende Rettungstat vom Retter unter eigener Lebensgefahr durchgeführt wurde. Für einen vorbildlichen Einsatz bei einem Lebensrettungsversuch oder einer Rettungstat, durch die der Retter nicht in unmittelbarer eigener Lebensgefahr stand, wurde die Medaille in der Regel nicht verliehen. Stattdessen bekam der Retter ein Anerkennungsschreiben des Ministers des Innern überreicht. Bei Verleihung der Medaille gehörte zudem eine Prämie oder ein Sachgeschenk, Letzteres meist in Form einer Uhr.

## Aussehen und Trageweise

### Erste Form
Die hochovale 38 × 48 mm große Rettungsmedaille bestand aus Silber und zeigte auf ihrem Avers die symbolische Darstellung einer Rettungstat, einen Mann in Badehosen, der in seinen Händen eine bewusstlose nackte Frau vor sich trägt. Umschlossen wird diese Symbolik von einem Eichenlaubkranz und dem obigen Schriftband mit der Aufschrift: FÜR LEBENSRETTUNG. Das Revers der Medaille zeigt dagegen Hammer und Zirkel mit dahinter liegenden 7 Sonnenstrahlen sowie zwei zum Kreis gebogene nach oben hin offene Ähren. Unterhalb des Hammerstiels sind die Buchstaben MB zu lesen, die für Münze Berlin stehen und die 900er Punze. Im unteren Kreuzpunkt der nach oben gebogenen Ähren ist in der frühen Fertigung ein 8 × 2 mm glatte Fläche zu erkennen, in der die Verleihungsnummer eingeschlagen wurde. In der Folge fiel aber dieses Feld weg. Getragen wurde die Medaille an einem 35 × 50 mm großen weißen Bande bis 1968 an der rechten oberen Brustseite.

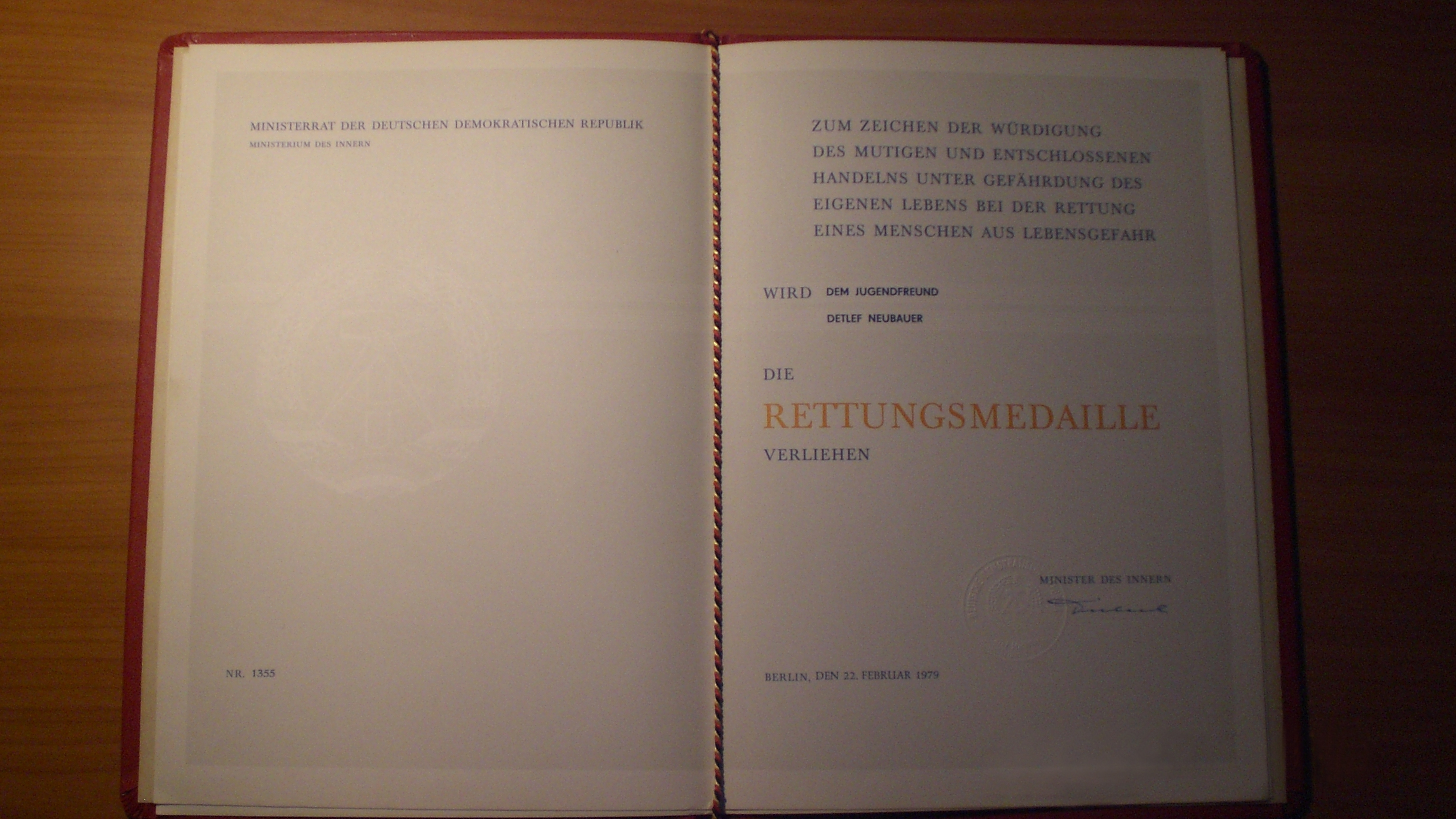
Urkunde der Lebensrettungsmedaille der DDR in der zweiten Form

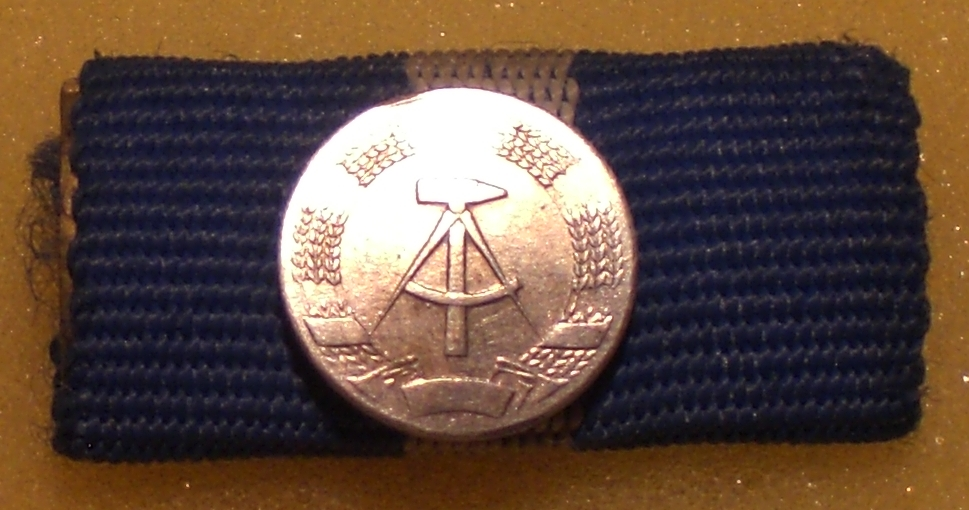
Interimspange mit aufgelegter 10 mm durchmessender Miniatur des Staatswappens der DDR

### Zweite Form
1968 wurde das Layout der Medaille leicht verändert, die nun runde 30 mm durchmessende Medaille war nur noch versilbert und zeigte auf ihrem Avers eine leichte veränderte Symbolik einer Rettungstat, wobei der Retter und die Gerettete relativ gleich blieben, nur kleiner und in einer abgewandelten Haltungsform. Auch die Umschrift sowie der Eichenlaubkranz blieben erhalten, wirken aber im Vergleich zur ersten Form plump. Das Revers der Medaille zeigte weiterhin das Staatswappen der DDR, umgeben von der Umschrift: DEUTSCHE DEMOKRATISCHE REPUBLIK. Getragen wurde die Medaille an einer blau bezogenen 24 × 14 mm großen Spange an der linken oberen Brustseite, in dessen Mitte ein 5 mm breiter senkrechter Mittelstreifen eingewebt war. Die ebenfalls mitverliehene Interimsspange war von gleicher Beschaffenheit, besaß aber eine aufgelegte 10 mm durchmessende versilberte Miniatur des Staatswappens der DDR.